# Leo Halle
Leonard Herman Gerrit (Leo) Halle (Deventer, 26 januari 1906 – aldaar, 15 juni 1992) was een Nederlands voetbalkeeper.

## Loopbaan
Halle verdedigde jarenlang het doel van Go Ahead. Vanaf het eind van de jaren twintig tot midden jaren dertig had deze club een zeer sterke ploeg met onder anderen de internationals Jan de Kreek en Jan Halle, de oudere broer van Leo.
Met Go Ahead werd Halle in 1930 landskampioen nadat de beslissende wedstrijd in de kampioenscompetitie tegen Blauw-Wit met 5-3 gewonnen werd. In 1933 won hij met Go Ahead voor de tweede maal de landstitel. Nu werd de beslissende wedstrijd in de kampioenscompetitie tegen PSV met 3-0 gewonnen.
Zijn bijnaam luidde "De Leeuw van Deventer." Hij debuteerde in het Nederlands elftal in 1928, in een uitwedstrijd tegen Italië. Zijn debuut was uitstekend, maar hij had in Gejus van der Meulen van HFC een geduchte concurrent. Daardoor moest hij tot 1934 wachten tot zijn volgende interland.
Velen verwachtten dat Halle de keeper van Oranje zou zijn tijdens het WK voetbal 1934, maar de al gestopte Van der Meulen werd teruggehaald. Na de vroegtijdige uitschakeling stopte Van der Meulen definitief en werd Halle opgeroepen. Zijn tweede interland was tegen Zwitserland, toevallig de ploeg die Nederland op het WK had verslagen. In Bern werd met 4-2 gewonnen en Halle werd vaste keus. Hij werd vooral bekend toen hij in twee achtereenvolgende interlands een strafschop stopte. In totaal kwam hij vijftien maal uit voor het Nederlands elftal. Zijn laatste interland was een vriendschappelijke wedstrijd tegen Frankrijk in 1937.
Na zijn voetbalcarrière trainde hij een aantal amateurclubs. Onder andere VV Wijhe, Rohda Raalte, Excelsior '31, v.v. DES en Hulzense Boys. Met Excelsior '31 uit Rijssen won hij het landskampioenschap bij de zaterdagamateurs. Van beroep was Halle chauffeur-monteur bij de Coöperatie Ons Belang in Deventer.
In later jaren werd hij geplaagd door ziekte. Toch bleef hij tot op hoge leeftijd een vaste bezoeker van de Adelaarshorst, waar in 1986 een tribune naar hem werd vernoemd. In september 2020 werd er een standbeeld (gemaakt door Karoly Szekeres) van hem onthuld voor het stadion. De Leo Halleweg, waar onder andere het sportpark De Achterhoek aan is gelegen, is naar hem genoemd.

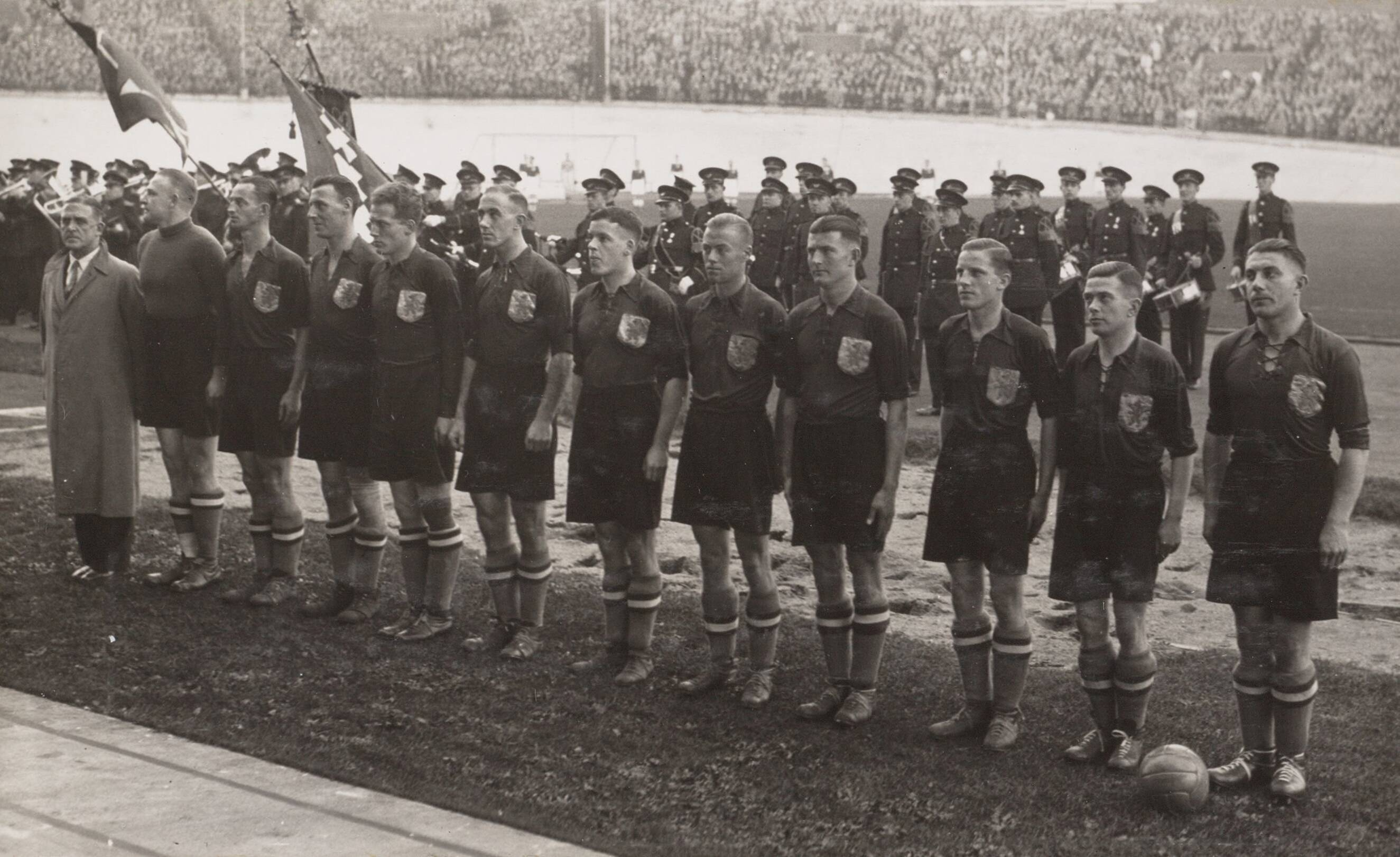
Halle in het Nederlands elftal (1936)
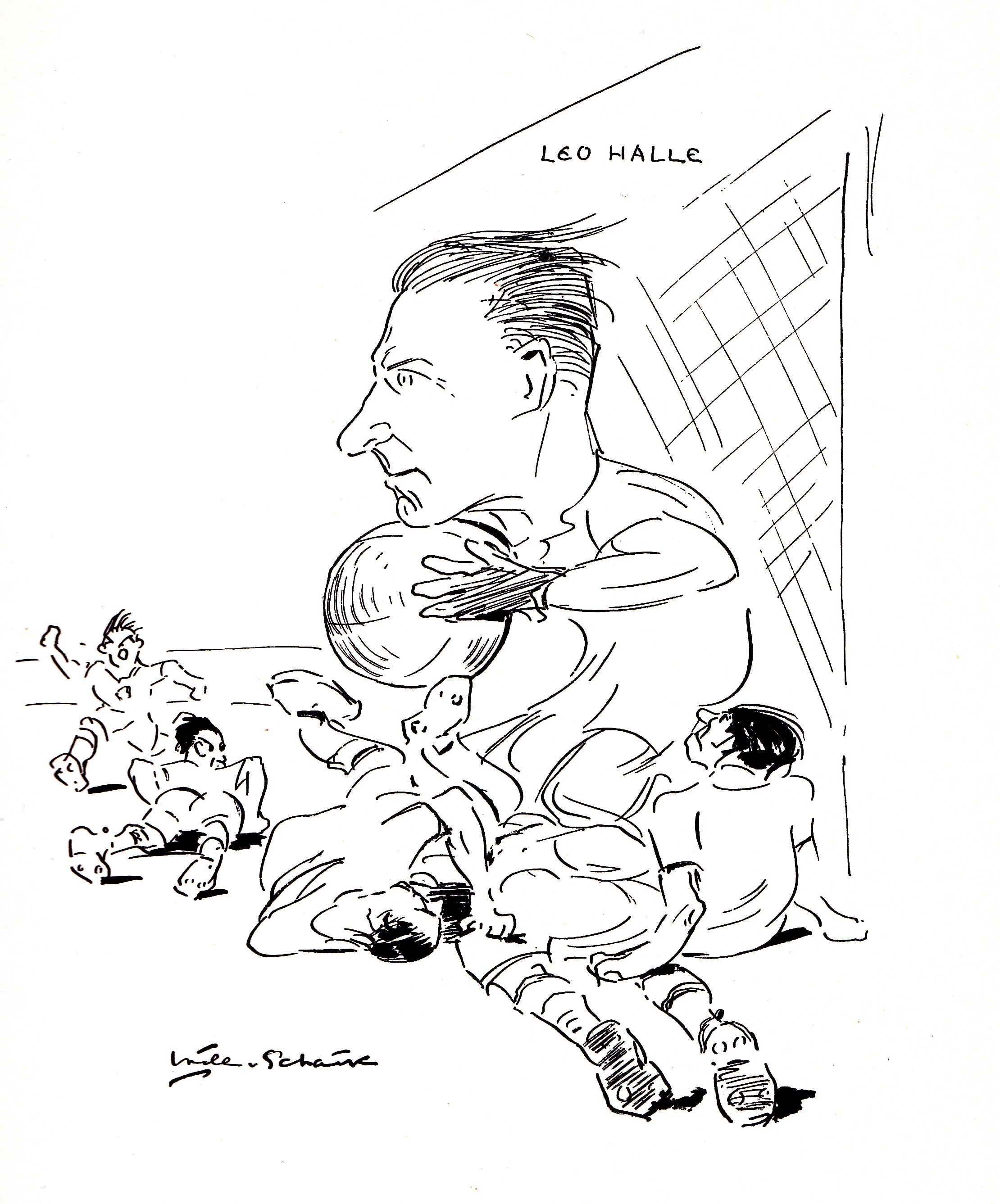
Halle (tekening door Willem van Schaik 1937)
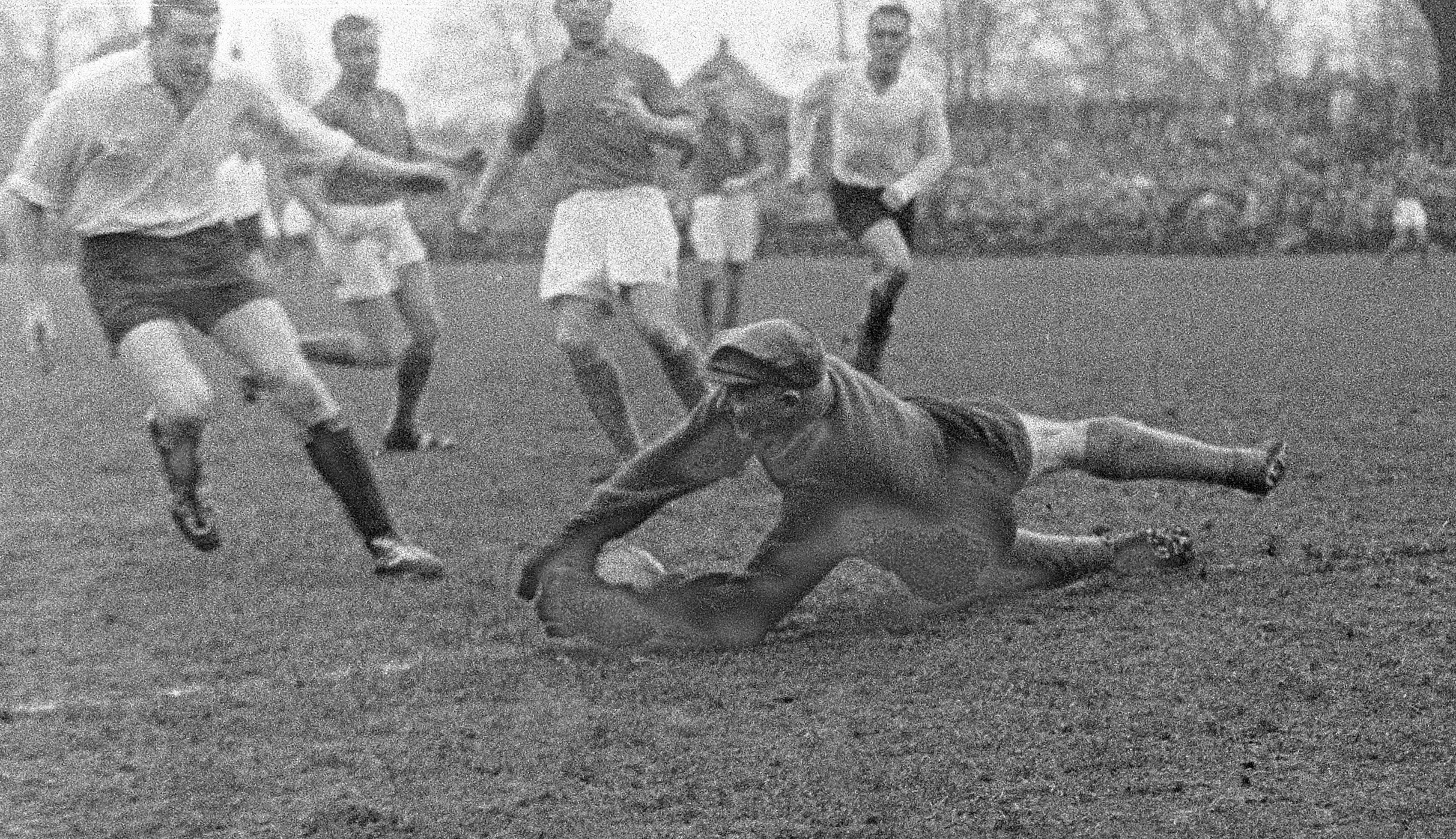
Halle (1 jan. 1960)